# 沃斯氏光尾海龍
沃斯氏光尾海龍（学名：Festucalex wassi），为輻鰭魚綱棘背魚目海龍魚科的其中一種，分布於中西太平洋區，包括斐濟、美屬薩摩亞等海域，體長可達7.4公分，棲息在底層水域，卵胎生。